# Sansevieria powysii
Espèce
Classification APG III (2009)
Sansevieria powysii, également appelée Dracaena powysii, est une espèce de plantes de la famille des Liliaceae et du genre Sansevieria.

## Description
Plante succulente, Sansevieria powysii est une espèce de sansevières feuilles courtes, larges et trapues de couleur vert à vert-clair avec des bords bruns à violacés. Elles poussent en opposition deux à deux, par superpositions successives.
Elle a été identifiée comme espèce à part entière en 2010 par Leonard E. Newton.

## Distribution et habitat
L'espèce est originaire d'Afrique de l'Est, présente au nord-est du Kenya et trouvée sur l'île de Kiwayu.

## Cultivar
Il existe un cultivar plus clair dit 'variegata' présentant des feuilles vert-clair à jaunes.